# Fluor-Buergerit
Das Mineral Fluor-Buergerit ist ein sehr seltenes Ringsilikat aus der Turmalingruppe mit der idealisierten chemischen Zusammensetzung Na(Fe3+3)Al6(Si6O18)(BO3)3O3F.
Fluor-Buergerit kristallisiert mit trigonaler Symmetrie und bildet dunkelbraune, kurz-prismatische Kristalle von einigen Millimetern bis Zentimetern Größe. Im Dünnschliff erscheinen sie braun bis blass gelb und zeigen – ungewöhnlich für Turmaline – eine gute Spaltbarkeit entlang der {112̅0}-Prismenflächen. Wie alle Minerale der Turmalingruppe ist Fluor-Buergerit pyroelektrisch und piezoelektrisch.
Die Typlokalität und lange Zeit der einzige bekannte Fundort ist ein Rhyolith in der Nähe von Mexquitic de Carmona im Bundesstaat San Luis Potosí in Mexiko.

## Etymologie und Geschichte
Im Jahr 1962 wurden gut ausgebildete, braune Kristalle aus einem verwitterten Rhyolith in Mexiko als Enstatit verkauft. Derart magnesiumreiche Pyroxene wären für einen Rhyolith aus geochemischen Gründen sehr ungewöhnlich gewesen, was Zweifel an der Identifizierung weckte. Amerikanische Mineralogen vom Geophysical Laboratory der Carnegie Institution for Science in Washington, dem U.S. National Museum und der Pennsylvania State University untersuchten die „Enstatite“ eingehend und identifizierten sie als einen nahezu OH-freien Fe3+-Turmalin. Sie nannten das neue Mineral Buergerit zu Ehren des Professors Martin J. Buerger vom Massachusetts Institute of Technology, in dessen Labor zahlreiche Arbeiten zur Struktur der Turmaline ausgeführt wurden, z. B. die Aufklärung der Struktur des Dravit.
In der 1999 publizierten Klassifikation der Turmalingruppe führten Hawthorne und Henry das hypothetische Endglied „Hydroxy-Buergerit“ für das OH-Äquivalent von Burgerit ein. Mit der Turmalinklassifikation von 2011 wurde eine Regel für Turmalinnamen eingeführt, der zufolge die OH-Endglieder den Namen ohne Präfix erhalten sollten. Folgerichtig wurde der Burgerit (ein Fluor-Turmalin) umbenannt zu Fluor-Buergerit und der hypothetische Hydroxy-Buergerit wurde zum Buergerit.

## Klassifikation
In der strukturellen Klassifikation der IMA gehört Fluor-Buergerit zusammen mit Olenit zur Alkali-Untergruppe 5 in der Turmalinobergruppe.
In der veralteten 8. Auflage der Mineralsystematik nach Strunz gehörte der Fluor-Buergerit noch mit dem alten Namen Buergerit zur Mineralklasse der „Silikate und Germanate“ und dort zur Abteilung der „Ringsilikate (Cyclosilikate)“, wo er zusammen mit Dravit, Elbait, Schörl, Tsilaisit und Uvit sowie im Anhang mit Tienshanit und Verplanckit die „Turmalin-Reihe“ mit der System-Nr. VIII/C.08 bildete.
Im zuletzt 2018 überarbeiteten und aktualisierten Lapis-Mineralienverzeichnis nach Stefan Weiß, das sich aus Rücksicht auf private Sammler und institutionelle Sammlungen noch nach dieser alten Form der Systematik von Karl Hugo Strunz richtet, erhielt das Mineral die System- und Mineral-Nr. VIII/E.19-70. In der „Lapis-Systematik“ entspricht dies ebenfalls der Abteilung „Ringsilikate“, wo Fluor-Buergerit zusammen mit Adachiit, Bosiit, Chromdravit (heute Chrom-Dravit), Chromo-Aluminopovondrait (heute Chromo-Alumino-Povondrait), Darrellhenryit, Dravit, Elbait, Feruvit, Fluor-Dravit, Fluor-Elbait, Fluor-Liddicoatit, Fluor-Schörl, Fluor-Tsilaisit, Fluor-Uvit, Foitit, Lucchesiit, Luinait-(OH) (heute diskreditiert), Magnesiofoitit, Maruyamait, Oxy-Chromdravit (heute Oxy-Chrom-Dravit), Oxy-Dravit, Oxy-Foitit, Oxy-Schörl, Oxy-Vanadiumdravit (heute Oxy-Vanadium-Dravit), Rossmanit, Schörl, Olenit, Povondrait, Tsilaisit, Uvit, Vanadio-Oxy-Chromdravit (heute Vanadio-Oxy-Chrom-Dravit) und Vanadio-Oxy-Dravit die „Turmalin-Gruppe“ (Stand 2018).
Auch die seit 2001 gültige und von der International Mineralogical Association (IMA) zuletzt 2009 aktualisierte 9. Auflage der Strunz’schen Mineralsystematik ordnet den Fluor-Buergerit in die Abteilung der „Ringsilikate“ ein. Diese ist weiter unterteilt nach der Größe, Verknüpfung und Verzweigung der Silikatringe, so dass das Mineral entsprechend seinem Aufbau in der Unterabteilung „[Si6O18]12−-Sechser-Einfachringe mit inselartigen, komplexen Anionen“ zu finden ist, wo es zusammen mit Chromdravit, Dravit, Elbait, Feruvit, Foitit, Liddicoatit (heute Fluor-Liddicoatit), Magnesiofoitit, Olenit, Vanadiumdravit, Povondrait, Rossmanit, Schörl und Uvit die „Turmalingruppe“ mit der System-Nr. 9.CK.05 bildet.
Die vorwiegend im englischen Sprachraum gebräuchliche Systematik der Minerale nach Dana ordnet den Fluor-Buergerit noch als Buergerit in die Klasse der „Silikate und Germanate“ und dort in die Abteilung der „Ringsilikate: Sechserringe“ ein. Hier ist er zusammen mit Povondrait in der „Buergerit-Untergruppe“ mit der System-Nr. 61.03c.01 innerhalb der Unterabteilung „Systematik der Minerale nach Dana/Silikate#61.03c Ringsilikate: Sechserringe mit Boratgruppen (Eisenhaltige Turmalin-Untergruppe)“ zu finden.

## Chemismus
Fluor-Buergerit ist das Eisen-Fluor-Analog von Olenit und hat die idealisierte Zusammensetzung [X]Na[Y]Fe3+3[Z]Al6([T]Si6O18)(BO3)3[V]O3[W]F, wobei [X], [Y], [Z], [T], [V] und [W] die Positionen in der Turmalinstruktur sind.
Die chemischen Analysen aus den 1960er Jahren weisen mit weniger als 10 mol-% des gesamten Eisens nur geringe Gehalte an zweiwertigen Eisen aus. Später durchgeführte Mößbauerspektroskopische Untersuchungen gaben keinen Hinweis auf Fe2+.
Fluor-Buergerit weist mit 0,46 OH die geringsten bisher in Turmalinen gemessenen OH-Gehalte auf, die fast ausschließlich auf der [V]-Position (O3) liegen. Eine Neutronenstreuungsuntersuchung an Fluor-Buergerit ergab 0,249 H am O(3) und 0,018 H am O(1), das ansonsten mit Fluor besetzt ist.
Insgesamt variiert die Zusammensetzung der Fluor-Buergerite aus der Typlokalität kaum und anders als die meisten Turmaline zeigen sie keine nennenswerte Zonierung.
Für die Fluor-Buergerite aus der Typlokalität wurde folgende Zusammensetzung bestimmt:
- Donnay 1966: [X](Na0,82Ca0,13K0,02◻0,03)[Y](Fe3+2,29Al0,27Fe2+0,18Ti4+0,07Mn2+0,02Mg2+0,03◻0,14)[Z]Al6 [[T](Si5,85B0,15)O18](BO3)3 [V][O2,54(OH)0,46][W]F[3]

## Kristallstruktur
Fluor-Buergerit kristallisiert mit trigonaler Symmetrie in der Raumgruppe R3m (Raumgruppen-Nr. 160) mit 3 Formeleinheiten pro Elementarzelle. Die Gitterparameter des natürlichen Mischkristalls aus der Typlokalität sind: a = 15,869(2) Å, c = 7,188(1) Å.
Die Kristallstruktur ist die von Turmalin. Natrium (Na+) besetzt die von 9 Sauerstoffen umgebene X-Position, die oktaedrisch koordinierte [Y]-Position ist überwiegend mit Eisen (Fe3+) besetzt und die kleinere, ebenfalls oktaedrisch koordinierte [Z]-Position enthält Aluminium (Al3+). Die tetraedrisch koordinierte [T]-Position enthält Silizium (Si4+). Die [V]-Anionenposition ist vorwiegend mit Sauerstoff (O2−) besetzt und die [W]-Anionenposition mit Fluorionen F−-Ionen.

## Bildung und Fundorte

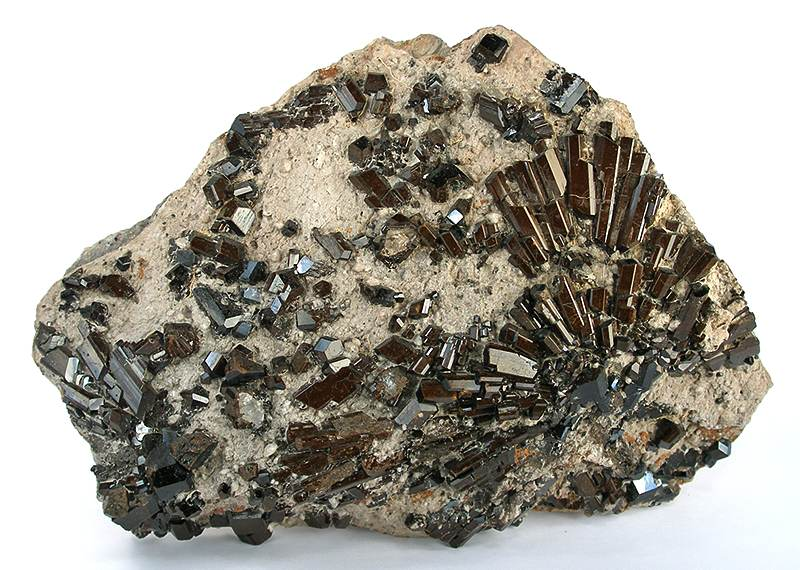
Dunkelbrauner Fluor-Buergerit aus Mexquitic, San Luis Potosí, Mexiko

Die Typlokalität ist ein verwitterter Rhyolith aus der Umgebung von Mexquitic de Carmona im Bundesstaat San Luis Potosí in Mexiko. Die bis zu einem Zentimeter langen, dunkelbraunen Turmaline treten zusammen mit Quarz, Sanidin und sekundären Tonmineralen auf.
Weltweit wurde bislang (2022) nur von wenigen weiteren Vorkommen berichtet.